# Valezan
Valezan è un comune francese soppresso e frazione del dipartimento della Savoia della regione dell'Alvernia-Rodano-Alpi. Dal 1º gennaio 2016 si è fuso con i comuni di Bellentre, Mâcot-la-Plagne e La Côte-d'Aime per formare il nuovo comune di La Plagne-Tarentaise.

## Società

### Evoluzione demografica
Abitanti censiti